# Wheesung
Choi Hwee Sung (en hangul, 최휘성; en hanja, 崔輝晟); Seúl, 5 de febrero de 1982-Gwangjin-gu, 10 de marzo de 2025), conocido por su nombre artístico Wheesung o Realslow, fue un cantante de R&B y productor discográfico surcoreano.

## Primeros años
Empezó a estudiar la carrera de periodismo en la Universidad Sun Moon pero la abandonó. Posteriormente se matriculó en la Universidad Gukje Digital y en la Universidad de Kyung Hee, donde se graduó de la escuela de comunicación.

## Carrera

### 1999: Debut
Wheesung empezó su carrera en 1999, con la banda masculina A4. Abandonó esta formación después de su primer álbum, alegando diferencias musicales entre los miembros del grupo. Entonces, firmó con la agencia M Boat, empresa hermana de YG Entertainment. Se sometió a un entrenamiento vocal durante algunos años antes de lanzar su primer álbum solista Like a Movie en 2002. El álbum se volvió popular luego de recibir buenos comentarios de artistas reconocidos como Seo Taiji y Shin Seung Hun. En 2003, lanzó su segundo álbum, It's Real, que no solo se limita al R&B si no que incluye otros elementos musicales como pop y hip hop. Dejó YG Entertainment luego de que su contrato expirara en marzo de 2006. Firmó un nuevo contrato con la empresa Orange Shock Agency que se reportó con un costo de 1,5 millones de won. 

### 2008
Wheesung ha colaborado con muchos artistas. A finales de 2008, colaboró una vez más con Lee Hyori, quien interpretó a su novia en el video musical «별이 지다..» («Fading Star», del álbum With All My Heart and Soul). En 2009, se reunió con el productor Lee Hyun Do para la preparación de un nuevo álbum que sería lanzado a mediados de año.

### 2009-2010: Estados Unidos y cambio de agencia
En abril de 2009, Wheesung asumió la conducción del programa de Mnet llamado Pre Star-1 Show. El programa dio oportunidades a nuevos cantantes para mostrarse ante el público, una nueva plataforma para generar más seguidores. Cada mes, entre nueve y diez equipos eran presentados en la página web del programa y quien generara más respuestas por parte de los internautas, era presentado en el programa. Además, el equipo elegido tendría la oportunidad de actuar junto a estrellas populares. El programa empezó a emitirse el 24 de abril. 
Wheesung ha participado en varios conciertos en Los Ángeles, California, que incluye en Hollywood Bowl, y en Victory Concert. El 19 de junio de 2009, Wheesung junto a Lena Park se presentaron en Walt Disney Concert Hall de Los Ángeles. Luego del concierto, planeó quedarse en la ciudad para trabajar en su nuevo álbum. Siendo lanzado en agosto de 2009 y donde regresó al estilo r&b/hip hop. El 27 de junio y el 4 de julio, Wheesung se presentó en «Insomnia Concert» y en el club Le Cercle en Los Ángeles. Mientras que el 11 de julio se presentó en HALO nightclub en Hollywood.
En junio de 2009, Wheesung cambió de agencia una vez más, dejando Orange Shock para pasar a POP/UP Entertainment, casa de artistas como JK Kim Dong Wook y del grupo M to M. Decidió cambiar su agencia debido a que exproductor, Park Gun Tae, se concentró más en producir y trabajar con él mismo. El cantante le dio las gracias por ayudarlo a crecer como artista, y espera aprender de él ya no solo como cantante si no también como productor.

### 2011 - 2013: Servicio Militar
En 2011, fue transferido a la agencia YCM Entertainment. Poco después de ingresar, reclutó a la cantante Ailee. El 7 de noviembre de 2011, inició su servicio militar obligatorio. Sirvió 21 meses como soldado activo luego de completar sus cinco semanas de entrenamiento básico en el campo de Nonsan, Chungcheong del Sur.

### 2014 - 2025:The Best Man
En mayo de 2014, se informó que Wheesung regresaría a la industria musical luego de dos años y siete meses de ausencia. Además, se unió al compositor Kim Do Hoon para trabajar en su tema principal. Es así que el 12 de mayo se lanzó su nuevo miniálbum titulado The Best Man siendo producido por él mismo, con la canción principal «Night and Day». Un adelanto para el video musical de la canción fue revelado el 9 de mayo y fue protagonizado por Yura de Girl's Day y C.A.P de Teen Top. Mientras que el video musical completo fue lanzado el 11 del mismo mes.

## Muerte
El 10 de marzo de 2025, Wheesung fue hallado muerto en su casa en Gwangjin Distrito de Seúl a la edad de 43 años. La causa de su fallecimiento fue debida a un paro cardíaco. Autoridades creen que ya tenía tiempo de fallecido al descubrir su cuerpo.

## Discografía
| Álbum de Estudio - 2002: Like a Movie - 2003: It's Real - 2004: For the Moment - 2005: Love... Love...? Love...! - 2007: Eternal Essence of Music - 2009: Vocolate Miniálbum - 2008: With All My Heart And Soul - 2011: He is Coming - 2014: The Best Man Sencillos - 2006: «Against All Odds» - 2006: «Memories of midair» - 2008: «Love seat» - 2008: «We Are Not Crazy» - 2009: «Insomnia» - 2012: «Masterpiece of You» | Bandas Sonoras - 2004: «Recall» tema para A Moment To Remember (película) - 2006: «Crescent Moon» tema para The Restless (película) - 2008: «Alive Even in Death» tema para The Kingdom of the Winds (drama) - 2009: «Rain Drop» tema para Why Did You Come to My House (película) - 2010: «My Way» tema para Dr.Champ (drama) - 2010: «Even If the World Separates Us» tema para Road No. 1 (drama) - 2010: «Love.. That Cruel Disease» tema para Two Woman (película) - 2012: «Trail of Tears» tema para Moon Embracing the Sun (drama) - 2014: «For You» tema para It’s OK, It’s Love (drama) - 2015: «Come Go» tema para Glamorous Temptation (drama) - 2018: «Monologue» tema para Should We Kiss First? (drama) Colaboraciones - 2003: «Luz Control» - Seven feat. Wheesung & Lexi - 2008: «Sexy Boy» - Lee Hyori feat. Wheesung - 2011: «Nice To Meet You» - G.NA feat. Wheesung - 2011: «No Better Than Stranger» - Baby Soul (Lovelyz) feat. Wheesung - 2013: «Special Love» - Wheesung & Gummy - 2014: «Ho Ho Hobbang» - Wheesung & Kim Tae Woo - 2014: «Peppermint Chocolate» - Mamamoo feat. K.Will & Wheesung - 2014: «How Much Is Your Love» - Wheesung & Bumkey feat. Jessi (Lucky J) - 2014: «I'll Remain As A Friend» - Wheesung & Geeks - 2014: «As If Nothing Happened» - Wheesung & ALi - 2015: «Kiss» - Wheesung & Ailee - 2015: «Come To Me» - Yeo Eun (Melody Day) feat. Wheesung |

### Créditos por canciones escritas y producidas
| \| Canción \| Álbum \| Cantante \| Participación \| \| -------------------------------------------------------- \| --------------------------------- \| ------------------------------- \| -------------------- \| \| «그게 사랑이야» \| 아빠셋엄마하나OST \| JOO \| letrista \| \| «돈키호테» \| \| P-Type \| letrista \| \| «Player» \| \| TGUS \| letrista \| \| «침묵애» \| \| Ray \| letrista \| \| «Without You» \| \| Ray \| letrista \| \| «I'll Back Off So You Can Live Better (꺼져줄게 잘살아)» \| Draw G's First Breath \| G.NA ft. Yong Jun Hyung (BEAST) \| letrista \| \| «Supa Solo» \| Draw G's First Breath \| G.NA \| letrista \| \| «Nice to Meet You» \| \| G.NA ft. Wheesung \| letrista \| \| «Winter Trees» \| SG Wannabe by SG Wannabe 7 Part.I \| SG Wannabe \| letrista \| \| «Happy Serenade (Happy 세레나데)» \| \| Go Yoo Jin \| letrista \| \| «Love Is Over (사랑 끝났다)» \| \| Go Yoo Jin \| letrista \| \| «What Do I Tell Her (그녀보다 내가 뭐가)» \| \| Gummy \| letrista \| \| «Round 1» \| \| Gummy \| letrista \| \| «Trap» \| \| Gummy \| letrista \| \| «Romantic Legend (낭만전설)» \| \| Kim Wu Joo \| letrista \| \| «Country of the Sun (태양의 나라)» \| \| Kil Gun \| letrista \| \| «나쁘고 아픈 나» \| Amaranth \| Davichi \| letrista \| \| «웃으며 만나» \| \| The Name \| letrista, compositor \| \| «Love, Separation and Memories» \| \| The Name \| letrista \| \| «Today Too, I Love You» \| \| The Name \| letrista \| \| «Paradise (낙원)» \| Mirotic \| TVXQ \| letrista \| \| «Away From Me (내게서 벗어나)» \| \| Lexy \| letrista \| \| «Gladly (기꺼이)» \| \| Lexy \| letrista \| \| «Her (그녀에게)» \| \| Lyn \| letrista, compositor \| \| «Diary of Separation (이별살이)» \| \| Lyn \| letrista, compositor \| \| «&Design» \| \| Moon Geun Young \| letrista \| \| «Fox (여우가)» \| Vivid \| Moon Ji Eun ft. Eun Ji Won \| letrista \| \| «Dream» \| \| Min Hoon \| letrista \| \| «Rescue (구해줘)» \| \| Park Tae Jin \| letrista \| \| «Maemmaemmaem (맴맴맴)» \| \| Bobby Kim \| letrista \| \| «Half The World (세상의 반)» \| \| Byul \| letrista, compositor \| \| «I'm Ok (보고 싶더라)» \| Hurricane Venus \| BoA \| letrista \| \| «물랑루» \| \| Bae Chi Gi \| letrista, compositor \| \| «Tears Run Dry (Ver. coreana)» \| Manifold \| Brian Joo \| letrista \| \| «그녀가헤어졌다» \| \| SHINee \| letrista, compositor \| \| «Love's Road (사랑의길)» \| \| SHINee \| letrista \| \| «I Love U (사랑해 U)» \| \| Seo In Guk \| letrista \| \| «Honey (애기야)» \| \| Seo In Guk \| letrista \| \| «My Best Friend (단짝)» \| Hoot \| Girls' Generation \| letrista \| \| «Hero» \| \| Sori \| letrista, compositor \| \| «입다질린 옷» \| Son Dam Bi Mini Album Vol.1 \| Son Dambi \| letrista \| \| «Say Goodbye (아쉬운 이별)» \| \| Seven \| letrista \| \| «Luz Control» \| Just Listen \| Seven \| letrista \| \| «Honey I Know» \| \| Seven \| letrista \| \| «Love Story» \| \| Seven \| letrista \| \| «벌레» \| \| Seven \| letrista \| \| «내 입좀 막아줘» \| \| Seven \| letrista \| \| «Run» \| \| Seven \| letrista \| \| «Love Disease» \| \| Super Junior \| letrista \| \| «URBAN FEVER» \| \| Shin Hye Sung \| letrista \| \| «Sonata of Temptation (유혹의 소나타)» \| A Sweet Moment \| Ivy \| letrista \| \| «Okay (좋아)» \| A Sweet Moment \| Ivy \| letrista, compositor \| \| «1 To 10» \| A Sweet Moment \| Ivy \| letrista \| \| «All Separation is Like This» \| A Sweet Moment \| Ivy \| letrista \| \| «CUPIDO» \| \| Ivy \| letrista \| \| «괜히내가» \| \| M to M \| letrista \| \| «사랑이 죄겠니» \| \| M to M \| letrista \| \| «Magic Girl» \| The First Mini Album \| Orange Caramel \| letrista \| \| «Aing» \| The Second Mini Album \| Orange Caramel \| letrista \| \| «Real Love (사랑이 그래요)» \| \| Oh Jong Hyuk \| letrista \| \| «Sweet Rainyday» \| L' Ordeur Original \| Ock Ju Hyun \| compositor \| \| «난 이제 어쩌죠» \| \| Yuri \| letrista \| \| «Password 486 (비밀번호 486)» \| The Perfect Day To Say I Love You \| Younha \| letrista \| \| «Young Lust (어린 욕심)» \| The Perfect Day To Say I Love You \| Younha \| letrista, compositor \| \| «Please Love (사랑해주세요)» \| \| Lee Kyung Seon \| letrista \| \| «Hey Mr. Big» \| It's Hyorish \| Lee Hyori \| letrista \| \| «Lesson» \| It's Hyorish \| Lee Hyori \| letrista \| \| «Sexy Boy» \| It's Hyorish \| Lee Hyori \| letrista \| \| «Slut (헤픈여자)» \| \| Ilac \| letrista \| \| «Promise (약속)» \| \| Jang Nara \| letrista \| \| «Make It Right» \| \| Jang Nara \| letrista \| \| «Blue» \| \| Jang Nara \| letrista \| \| «수천번 잠들고 깨어나도» \| \| J \| letrista compositor \| \| «Sweet Delight» \| \| Jessica Jung \| letrista \| \| «Most Wanted» \| \| Ju Seok \| letrista \| \| «Good Time» \| 노라보세 \| Jinusean \| letrista \| \| «Chosen (선택)» \| \| Ji Eun \| letrista \| \| «다 그렇지» \| \| TYKEYS \| letrista \| \| «Superstar» \| Rising Star \| Taegoon ft. Nassun \| letrista \| \| «네까짓 게» \| Rising Star \| Taegoon \| letrista, compositor \| \| «I Will Send You (널 보낼께)» \| \| Taebin \| letrista \| \| «Free (치유)» \| Trax Mini Album Volume 1 \| TRAX ft. Key (SHINee) \| letrista \| \| «I Go Crazy Because of You» \| Break Heart \| T-ara \| letrista \| \| «Attachment (애착)» \| \| Tim \| letrista \| \| «Hot Time Lover» \| \| Ha Dong Kyun \| letrista \| \| «그외의 기타» \| \| \| letrista, compositor \| \| «세상이 우릴 갈라도» \| 로드 넘버원 OST \| \| letrista \| \| «대한항공 CM» \| \| \| letrista, compositor \| \| «Supa Luv» \| Transform \| Teen Top \| letrista \| \| «Only Learned Bad Things» \| Let's Fly \| B1A4 \| letrista \| \| «It Hurts» \| Elegy Nouveau \| Yangpa \| letrista \| \| «Yes» \| Golden Lady \| Lim Jeong Hee \| letrista \| \| «Oasis (오아시스)» \| The Artist \| 4Men \| letrista \| \| «My Baby» \| Solista Part2 \| Kim Bum Soo \| letrista, compositor \| \| «Top Girl» \| Top Girl \| G.NA \| letrista \| \| «뭐야 뭐야» \| Round 1 \| C-Real \| letrista \| \| «사귀어 줄래» \| \| FACE \| letrista \| \| «Heaven» \| \| Ailee \| letrista \| \| «You Were Mine» \| Fitzgerald Love Story \| 2AM \| letrista \| \| «Irresistible Lips (그 입술을 뺏었어)» \| Born To Beat Special Asia Edition \| BTOB \| letrista \| \| «Should I Catch A Cold?» \| The Lyrics Part.1 \| Lee Seung Woo & Wheesung \| compositor, letrista \| \| «Shut Up» \| Invitation \| Ailee \| compositor, letrista \| \| «Singing got better» \| Singing got better \| Ailee \| productor \| \| «BackHug» \| Le Grand Bleu \| Lyn \| productor \| \| «Peppermint Chocolate» \| Peppermint Chocolate \| K.Will & MAMAMOO \| letrista \| \| «Last Handshake» \| Vol.12 \| Lim Chan Jung \| productor \| \| «Be A Man» \| Broken \| MBLAQ \| productor \| \| «Pat Pat» \| \| Young Ji \| letrista \| \| «Hello Baby» \| Scent Of NC.A \| NC.A \| productor \| \| «What Is LUV» \| What is LUV \| ALi \| letrista \| \| «I loved..have no regrets» \| I loved..have no regrets \| Gummy \| letrista \| \| «Are You Happy Now» \| I loved..have no regrets \| Gummy \| compositor, letrista \| \| «Nowhere To Go» \| Nowhere to Go \| Gummy \| productor \| \| «Walk backward» \| Walk backward \| 2BiC \| letrista \| \| «Own Way» \| Bobby Kim 4TH \| Bobby Kim \| letrista \| \| «Hallelujah» \| The 1st Mini Album `BASE` \| Kim Jonghyun \| letrista \| \| «My Heart» \| My Heart Digital Single \| Heyne \| letrista \| \| «Free Will» \| Hawwah \| Ga In \| letrista \| |                                   |                                 |                      |
| Canción | Álbum                             | Cantante                        | Participación        |
| «그게 사랑이야» | 아빠셋엄마하나OST                 | JOO                             | letrista             |
| «돈키호테» |                                   | P-Type                          | letrista             |
| «Player» |                                   | TGUS                            | letrista             |
| «침묵애» |                                   | Ray                             | letrista             |
| «Without You» |                                   | Ray                             | letrista             |
| «I'll Back Off So You Can Live Better (꺼져줄게 잘살아)» | Draw G's First Breath             | G.NA ft. Yong Jun Hyung (BEAST) | letrista             |
| «Supa Solo» | Draw G's First Breath             | G.NA                            | letrista             |
| «Nice to Meet You» |                                   | G.NA ft. Wheesung               | letrista             |
| «Winter Trees» | SG Wannabe by SG Wannabe 7 Part.I | SG Wannabe                      | letrista             |
| «Happy Serenade (Happy 세레나데)» |                                   | Go Yoo Jin                      | letrista             |
| «Love Is Over (사랑 끝났다)» |                                   | Go Yoo Jin                      | letrista             |
| «What Do I Tell Her (그녀보다 내가 뭐가)» |                                   | Gummy                           | letrista             |
| «Round 1» |                                   | Gummy                           | letrista             |
| «Trap» |                                   | Gummy                           | letrista             |
| «Romantic Legend (낭만전설)» |                                   | Kim Wu Joo                      | letrista             |
| «Country of the Sun (태양의 나라)» |                                   | Kil Gun                         | letrista             |
| «나쁘고 아픈 나» | Amaranth                          | Davichi                         | letrista             |
| «웃으며 만나» |                                   | The Name                        | letrista, compositor |
| «Love, Separation and Memories» |                                   | The Name                        | letrista             |
| «Today Too, I Love You» |                                   | The Name                        | letrista             |
| «Paradise (낙원)» | Mirotic                           | TVXQ                            | letrista             |
| «Away From Me (내게서 벗어나)» |                                   | Lexy                            | letrista             |
| «Gladly (기꺼이)» |                                   | Lexy                            | letrista             |
| «Her (그녀에게)» |                                   | Lyn                             | letrista, compositor |
| «Diary of Separation (이별살이)» |                                   | Lyn                             | letrista, compositor |
| «&Design» |                                   | Moon Geun Young                 | letrista             |
| «Fox (여우가)» | Vivid                             | Moon Ji Eun ft. Eun Ji Won      | letrista             |
| «Dream» |                                   | Min Hoon                        | letrista             |
| «Rescue (구해줘)» |                                   | Park Tae Jin                    | letrista             |
| «Maemmaemmaem (맴맴맴)» |                                   | Bobby Kim                       | letrista             |
| «Half The World (세상의 반)» |                                   | Byul                            | letrista, compositor |
| «I'm Ok (보고 싶더라)» | Hurricane Venus                   | BoA                             | letrista             |
| «물랑루» |                                   | Bae Chi Gi                      | letrista, compositor |
| «Tears Run Dry (Ver. coreana)» | Manifold                          | Brian Joo                       | letrista             |
| «그녀가헤어졌다» |                                   | SHINee                          | letrista, compositor |
| «Love's Road (사랑의길)» |                                   | SHINee                          | letrista             |
| «I Love U (사랑해 U)» |                                   | Seo In Guk                      | letrista             |
| «Honey (애기야)» |                                   | Seo In Guk                      | letrista             |
| «My Best Friend (단짝)» | Hoot                              | Girls' Generation               | letrista             |
| «Hero» |                                   | Sori                            | letrista, compositor |
| «입다질린 옷» | Son Dam Bi Mini Album Vol.1       | Son Dambi                       | letrista             |
| «Say Goodbye (아쉬운 이별)» |                                   | Seven                           | letrista             |
| «Luz Control» | Just Listen                       | Seven                           | letrista             |
| «Honey I Know» |                                   | Seven                           | letrista             |
| «Love Story» |                                   | Seven                           | letrista             |
| «벌레» |                                   | Seven                           | letrista             |
| «내 입좀 막아줘» |                                   | Seven                           | letrista             |
| «Run» |                                   | Seven                           | letrista             |
| «Love Disease» |                                   | Super Junior                    | letrista             |
| «URBAN FEVER» |                                   | Shin Hye Sung                   | letrista             |
| «Sonata of Temptation (유혹의 소나타)» | A Sweet Moment                    | Ivy                             | letrista             |
| «Okay (좋아)» | A Sweet Moment                    | Ivy                             | letrista, compositor |
| «1 To 10» | A Sweet Moment                    | Ivy                             | letrista             |
| «All Separation is Like This» | A Sweet Moment                    | Ivy                             | letrista             |
| «CUPIDO» |                                   | Ivy                             | letrista             |
| «괜히내가» |                                   | M to M                          | letrista             |
| «사랑이 죄겠니» |                                   | M to M                          | letrista             |
| «Magic Girl» | The First Mini Album              | Orange Caramel                  | letrista             |
| «Aing» | The Second Mini Album             | Orange Caramel                  | letrista             |
| «Real Love (사랑이 그래요)» |                                   | Oh Jong Hyuk                    | letrista             |
| «Sweet Rainyday» | L' Ordeur Original                | Ock Ju Hyun                     | compositor           |
| «난 이제 어쩌죠» |                                   | Yuri                            | letrista             |
| «Password 486 (비밀번호 486)» | The Perfect Day To Say I Love You | Younha                          | letrista             |
| «Young Lust (어린 욕심)» | The Perfect Day To Say I Love You | Younha                          | letrista, compositor |
| «Please Love (사랑해주세요)» |                                   | Lee Kyung Seon                  | letrista             |
| «Hey Mr. Big» | It's Hyorish                      | Lee Hyori                       | letrista             |
| «Lesson» | It's Hyorish                      | Lee Hyori                       | letrista             |
| «Sexy Boy» | It's Hyorish                      | Lee Hyori                       | letrista             |
| «Slut (헤픈여자)» |                                   | Ilac                            | letrista             |
| «Promise (약속)» |                                   | Jang Nara                       | letrista             |
| «Make It Right» |                                   | Jang Nara                       | letrista             |
| «Blue» |                                   | Jang Nara                       | letrista             |
| «수천번 잠들고 깨어나도» |                                   | J                               | letrista compositor  |
| «Sweet Delight» |                                   | Jessica Jung                    | letrista             |
| «Most Wanted» |                                   | Ju Seok                         | letrista             |
| «Good Time» | 노라보세                          | Jinusean                        | letrista             |
| «Chosen (선택)» |                                   | Ji Eun                          | letrista             |
| «다 그렇지» |                                   | TYKEYS                          | letrista             |
| «Superstar» | Rising Star                       | Taegoon ft. Nassun              | letrista             |
| «네까짓 게» | Rising Star                       | Taegoon                         | letrista, compositor |
| «I Will Send You (널 보낼께)» |                                   | Taebin                          | letrista             |
| «Free (치유)» | Trax Mini Album Volume 1          | TRAX ft. Key (SHINee)           | letrista             |
| «I Go Crazy Because of You» | Break Heart                       | T-ara                           | letrista             |
| «Attachment (애착)» |                                   | Tim                             | letrista             |
| «Hot Time Lover» |                                   | Ha Dong Kyun                    | letrista             |
| «그외의 기타» |                                   |                                 | letrista, compositor |
| «세상이 우릴 갈라도» | 로드 넘버원 OST                   |                                 | letrista             |
| «대한항공 CM» |                                   |                                 | letrista, compositor |
| «Supa Luv» | Transform                         | Teen Top                        | letrista             |
| «Only Learned Bad Things» | Let's Fly                         | B1A4                            | letrista             |
| «It Hurts» | Elegy Nouveau                     | Yangpa                          | letrista             |
| «Yes» | Golden Lady                       | Lim Jeong Hee                   | letrista             |
| «Oasis (오아시스)» | The Artist                        | 4Men                            | letrista             |
| «My Baby» | Solista Part2                     | Kim Bum Soo                     | letrista, compositor |
| «Top Girl» | Top Girl                          | G.NA                            | letrista             |
| «뭐야 뭐야» | Round 1                           | C-Real                          | letrista             |
| «사귀어 줄래» |                                   | FACE                            | letrista             |
| «Heaven» |                                   | Ailee                           | letrista             |
| «You Were Mine» | Fitzgerald Love Story             | 2AM                             | letrista             |
| «Irresistible Lips (그 입술을 뺏었어)» | Born To Beat Special Asia Edition | BTOB                            | letrista             |
| «Should I Catch A Cold?» | The Lyrics Part.1                 | Lee Seung Woo & Wheesung        | compositor, letrista |
| «Shut Up» | Invitation                        | Ailee                           | compositor, letrista |
| «Singing got better» | Singing got better                | Ailee                           | productor            |
| «BackHug» | Le Grand Bleu                     | Lyn                             | productor            |
| «Peppermint Chocolate» | Peppermint Chocolate              | K.Will & MAMAMOO                | letrista             |
| «Last Handshake» | Vol.12                            | Lim Chan Jung                   | productor            |
| «Be A Man» | Broken                            | MBLAQ                           | productor            |
| «Pat Pat» |                                   | Young Ji                        | letrista             |
| «Hello Baby» | Scent Of NC.A                     | NC.A                            | productor            |
| «What Is LUV» | What is LUV                       | ALi                             | letrista             |
| «I loved..have no regrets» | I loved..have no regrets          | Gummy                           | letrista             |
| «Are You Happy Now» | I loved..have no regrets          | Gummy                           | compositor, letrista |
| «Nowhere To Go» | Nowhere to Go                     | Gummy                           | productor            |
| «Walk backward» | Walk backward                     | 2BiC                            | letrista             |
| «Own Way» | Bobby Kim 4TH                     | Bobby Kim                       | letrista             |
| «Hallelujah» | The 1st Mini Album `BASE`         | Kim Jonghyun                    | letrista             |
| «My Heart» | My Heart Digital Single           | Heyne                           | letrista             |
| «Free Will» | Hawwah                            | Ga In                           | letrista             |

## Filmografía

### Programas de televisión
- 2009: Pre Star-1 Show (presentador)
- 2014: NO.MERCY (Juez)
- 2014, 2018: Weekly Idol (invitado, Ep. 150, 339)
- 2015, 2018: I Can See Your Voice (invitado, Ep. #9; 10)

## Premios
| Año  | Premio                                                   |
| ---- | -------------------------------------------------------- |
| 2002 | 13th Seoul Music Awards: Mejor novato                    |
| 2002 | 17th Golden Disk Awards: Mejor novato                    |
| 2002 | 2002 KMTV Music Awards: Mejor novato                     |
| 2002 | 10th MBC Gasugayo: Mejor novato                          |
| 2002 | 2002 SBS Gayo Daejun: Mejor cantante R&B                 |
| 2003 | Mnet Asian Musc Awards: Mejor artista masculino          |
| 2003 | 18th Golden Disk Awards: Bonsang                         |
| 2003 | 2003 KMTV Music Awards: Artista del Año                  |
| 2003 | 14th Seoul Music Awards: Bonsang                         |
| 2003 | 2003 SBS Gayo Daejun: Bonsang                            |
| 2003 | 11th MBC Gasugayo: Bonsang                               |
| 2004 | 11th Korean Music Awards: Artista del Año                |
| 2004 | 11th Korean Music Awards: Mejor artista masculino        |
| 2004 | 19th Golden Disk Awards: Bonsang                         |
| 2004 | 12th MBC Gasugayo: Bonsang                               |
| 2004 | 2004 Mnet Asian Music Awards: Mejor video R&B            |
| 2005 | 2005 Mnet Asian Music Awards: Mejor presentación R&B     |
| 2005 | 20th Golden Disk Awards: Bonsang                         |
| 2005 | 2005 KBS Gayo Daesang: Artista de Año                    |
| 2005 | 13th MBC Gasugayo: Bonsang                               |
| 2005 | 2005 SBS Gayo Daejun: Bonsang                            |
| 2007 | 22nd Golden Disk Awards: Bonsang                         |
| 2010 | 17th Korea Entertainment Arts Awards: Mejor cantante R&B |
| 2011 | 2011 Asia Model Awards: Cantante popular                 |
| 2014 | SBS MTV Best of the Best: Mejor artista masculino        |

### Premios en programas musicales
- MBC Music Camp: «안되나요» (20 de julio de 2002)
- SBS Popular Song: «안되나요» (2 semanas continuas - 28 de julio, 4 de agosto de 2002)
- MBC Music Camp:  «With me» (4 de octubre de 2003)
- SBS Popular Song: «With me» (2 semanas continuas - 5 y 12 de octubre de 2003)
- MBC Music Camp: «다시 만난 날» (2 semanas continuas - 22 y 29 de noviembre de 2003)
- SBS Popular Song: «다시 만난 날» (7 de diciembre de 2003)
- Mnet M! Countdown: «불치병» (2 semanas continuas - 16 y 23 de noviembre de 2004)
- MBC Music Camp: «불치병» (5 semanas continuas - 27 de noviembre, 4, 11, 18 y 25 de diciembre de 2004)
- SBS Popular Song: «Good bye luv» (2 semanas continuas - 30 de octubre y 6 de noviembre de 2005)
- SBS Popular Song: «일년이면» (11 de diciembre de 2005)
- KBS Music Bank: «사랑은 맛있다♡» (28 de septiembre de 2007)
- SBS Popular Song: «사랑은 맛있다♡» (7 de octubre de 2007)
- Mnet M! Countdown: «가슴 시린 이야기» (24 de marzo de 2011)
- MBC Music Show Champion: «Night and Day» (21 de mayo de 2014)[14]